# Les Burns
Leslie George Henry „Les“ Burns (* 22. Juni 1944 in Shepherds Bush; † Juli 2019 in Plymouth) war ein englischer Fußballspieler.

## Karriere
Burns kam über Tooting & Mitcham United (1963–1965; 21 Pflichtspiele, 10 Tore) und Carshalton Athletic im Februar 1967 als Amateur zum Zweitligisten Charlton Athletic und erhielt einen Monat später einen Profivertrag. Carshalton erhielt für die Verpflichtung eine Spende in Höhe von 250 £.
Bei Charlton Athletic kam Burns im restlichen Saisonverlauf noch zu sieben Einsätzen, in denen vier Siege und ein Unentschieden gelangen, was dem Klub am vorletzten Spieltag den Klassenerhalt sicherte. Anlässlich des entscheidenden Siegs gegen den Abstiegskonkurrenten Northampton Town wurde die Leistung von den beiden Außenläufern Burns und John Keirs presseseitig als „Versprechen für die Zukunft“ gelobt, da beide „eine schwere Prüfung ungemein gut bestanden“.
Nach der Verpflichtung von Paul Went zur Saison 1967/68 blieb Burns nur noch die Rolle des Ergänzungsspielers und er kam im Saisonverlauf nur zu einem weiteren Pflichtspieleinsatz. Am Saisonende wurde er auf die Transferliste gesetzt. Im Juni 1968 schloss er sich Guildford City in der Southern League an. Nach dem Abstieg 1969 in die Division One gelang 1971 als Meister der Wiederaufstieg in die Premier Division, zu diesem Erfolg hatte der „schlaksige“ Stürmer 27 Treffer in 35 Ligaeinsätzen beigetragen. Im Januar 1973 bat Burns aus beruflichen und privaten Gründen um Auflösung des Vertrags, dem der Verein nachkam. Bis dahin hatte Burns in 198 Pflichtspielen 69 Treffer erzielt (167 Spiele/58 Tore in der Liga).